# Jerome Brudos
Jerome („Jerry“) Henry Brudos (* 31. Januar 1939 in South Dakota; † 28. März 2006 in Salem) war ein US-amerikanischer Serienmörder, der als Lust Killer und Shoe Fetish Slayer bekannt wurde.

## Leben
Jerry Brudos war der jüngere von zwei Söhnen. Seine Mutter hatte sich ein Mädchen gewünscht und war sehr unzufrieden damit, dass sie stattdessen einen weiteren Sohn bekommen hatte. Sie setzte ihn infolgedessen ständig emotionalen und körperlichen Misshandlungen aus. Als Kind zogen Brudos und seine Familie in verschiedene Häuser im pazifischen Nordwesten, bevor sie sich in Salem, Oregon, niederließen.
Im Alter von fünf Jahren fand Jerome Brudos auf einer Müllhalde ein paar hochhackige Lackschuhe. Er nahm sie mit nach Hause und probierte sie an. Als seine Mutter die Schuhe fand, verbrannte sie sie. Mit sechzehn Jahren lebte Brudos in Oregon, brach dort in Häuser ein und stahl Frauenschuhe, mitunter auch Unterwäsche.
Als Teenager begann Brudos, einheimische Frauen zu verfolgen, sie niederzuschlagen oder bewusstlos zu würgen und mit ihren Schuhen zu fliehen. Im Alter von 17 Jahren entführte und schlug er eine junge Frau und drohte, sie zu erstechen, wenn sie seinen sexuellen Forderungen nicht nachkäme. Kurz nach seiner Festnahme wurde er für neun Monate in die psychiatrische Abteilung des Oregon State Hospital gebracht. Dort stellte sich heraus, dass Brudos‘ sexuelle Fantasien sich um seinen Hass gegenüber seiner Mutter und Frauen im Allgemeinen drehten. Er wurde einer psychiatrischen Untersuchung unterzogen und bei ihm wurde Schizophrenie diagnostiziert. Obwohl Brudos in einer Anstalt untergebracht war, schaffte  er 1957 mit seiner Klasse den Hochschulabschluss. Kurz danach wurde er Elektroniker.
Im Jahr 1961 heiratete Brudos. Mit seiner bei der Heirat 17 Jahre alten Ehefrau zeugte er zwei Kinder. Sie ließen sich in einem Vorort von Salem nieder. Er bat seine Frau, bis auf ein Paar hochhackige Schuhe nackt die Hausarbeit zu erledigen, während er Fotos machte. Ungefähr zu dieser Zeit begann er über Migräne und „Blackouts“ zu klagen und linderte seine Symptome durch nächtliche Raubzüge, um Schuhe und Spitzenunterwäsche zu stehlen. Brudos erlebte eine Phase des Transvestitismus, in der er die Verwandlung in eine weibliche Person als Fluchtmechanismus nutzte. Er bewahrte die Schuhe, Unterwäsche und (später eine Zeit lang) die Leichen seiner Opfer in einer Garage auf. Seine Frau hatte nur Zutritt zur Garage, wenn sie sich über die Gegensprechanlage anmeldete.
1968 stand die 19-jährige Linda Slawson vor Brudos' Wohnungstür in einem Vorort von Portland. Sie hatte einen Termin zum Verkauf eines Lexikons, sich aber an der Tür geirrt. Brudos zerrte die Frau unter Schlägen in seinen Keller und erwürgte sie. Bevor er die Leiche im Willamette River versenkte, hatte er der Toten einen Fuß entfernt und diesen, bekleidet mit seinen Pumps, in die Tiefkühltruhe gelegt. Er wurde außerdem dafür bekannt, seine Opfer grausam zu verstümmeln, so schnitt er ihnen z. B. die Brüste ab.
Im Laufe der nächsten Monate tötete Brudos vier weitere Male und verstümmelte seine Opfer. Gefasst wurde er, als ihm die Polizei mittels eines Lockvogels eine Falle stellte. Nach seiner Verhaftung war ein entscheidender Beweis gegen Brudos ein von ihm gemachtes Foto eines seiner Opfer, auf dem er in einem Spiegel zu erkennen war. Brudos gestand die Morde und bekannte sich vor Gericht schuldig, als klar war, dass er nicht für unzurechnungsfähig erklärt werden würde.
Jerome Brudos wurde 1969 zu lebenslanger Haft verurteilt und starb im März 2006 im Oregon States Penitentiary in Salem.